# Guillaume Casset
Pour les articles homonymes, voir Casset.
Guillaume Casset (de son vrai nom Casset de Sacrafamès)  est un réalisateur, scénariste et compositeur franco-russe.

## Distinctions
- Nomination au César du court métrage pour La Vache qui voulait sauter par-dessus l'église
- Prix de la meilleure musique originale pour Tous les i de Paris s'illuminent, avec Rachel des Bois, Arthur H et Matthieu Chedid

## Sources
Unifrance / Lardux films / Dictionnaire du jeune cinéma français, Scope éditions